# 雷吉·约翰逊 (1957年)
雷金纳德·约翰逊（英語：Reginald Johnson，1957年6月25日—），美国NBA联盟前职业篮球运动员。他在1980年的NBA选秀中第1轮第15顺位被圣安东尼奥马刺选中。